# Chalcanthus
Chalcanthus é um género botânico pertencente à família Brassicaceae.